# Stanisław Puchalski
Stanisław Ślepowron-Puchalski herbu Puchała (ur. 5 stycznia 1867 w Wapowcach, zm. 16 stycznia 1931 w Warszawie) – marszałek polny porucznik cesarskiej i królewskiej Armii, komendant Legionów Polskich, generał dywizji Wojska Polskiego.

## Życiorys
Urodził się 5 stycznia 1867 w Wapowcach, w ówczesnym powiecie przemyskim Królestwa Galicji i Lodomerii, w rodzinie urzędnika państwowego.
Kształcił się w wojskowych szkołach w Güns, Hranicach, Terezjańskiej Akademii Wojskowej w Wiener Neustadt (1884-1887) oraz Szkole Wojennej w Wiedniu (1890-1893). W 1887 rozpoczął karierę oficerską jako podporucznik w 10 pułku piechoty. W 1890 awansował do stopnia porucznika, a w 1896 – kapitana z przydziałem do Wojskowego Biura Kolei Żelaznych. W 1903 już w randze majora został szefem sztabu 45 Dywizji Piechoty Obrony Krajowej. W 1910 otrzymał awans na stopień pułkownika. Od 1911 był dowódcą Galicyjskiego Pułku Piechoty Nr 20 w Krakowie. We wrześniu tego roku został dowódcą 24 Brygady Piechoty. 6 grudnia 1914 został mianowany generałem majorem ze starszeństwem z 1 listopada 1914, brał ze swoją dywizją udział w walkach z Rosjanami na froncie galicyjskim.
Od lutego do października 1916 był następcą Karola Durskiego na stanowisku komendanta Legionów Polskich. Nieprzychylny Józefowi Piłsudskiemu, nie umiał z nim współpracować. Odwołany ze stanowiska komendanta Legionów, od 1917 dowodził 12 Dywizją Piechoty, walcząc na Bukowinie. 9 grudnia 1917 został mianowany marszałkiem polnym porucznikiem ze starszeństwem z 1 listopada 1917. Uczestniczył w walkach na froncie nad Piawą. Mianowany przez ministra wojny Austro-Węgier komendantem wojskowym Przemyśla przybył do tego miasta 29 października 1918 roku. Obowiązki objął 1 listopada 1918, lecz już w dniach 30 i 31 października współpracował z ustępującym komendantem miasta, tytularnym generałem piechoty Viktorem von Njegovan. Powołany na stanowisko dowódcy Wojska Polskiego w Galicji, w dniu 1 listopada zadeklarował przejście w szeregi Wojska Polskiego, swoją funkcję w armii Austro-Węgier przekazując gen. Stowasserowi. W dniu 4 listopada 1918 r. został internowany w Przemyślu przez siły ukraińskie. W niewoli, bez odpowiedniego rozeznania, podpisał rozkaz dla jednostek polskich, nakazujący im opuszczenie Przemyśla i powiatu przemyskiego, oraz oddanie ich w ręce ukraińskie. Polacy (POW) nie zastosowali się do rozkazu i obronili Przemyśl. Polska komisja generalska rozpatrująca pod koniec 1918 zarzuty przeciwko Puchalskiemu – przed którą stanął na własne życzenie – uznała jego duże doświadczenie i wiedzę wojskową, jednocześnie stwierdzając, że „ze względu na słabe nerwy nie nadaje się do służby frontowej i samodzielnych komend”, i oddała go do dyspozycji Naczelnego Dowództwa.
18 marca 1919 został przyjęty do Wojska Polskiego w stopniu generała porucznika ze starszeństwem od 9 grudnia 1917 i przydzielony z dniem 1 marca tego roku do Rezerwy Oficerskiej w Warszawie. Kierował Kursem Adiutantów Sztabowych i uczestniczył w pracach Komisji Weryfikacyjnej. 10 czerwca 1919 wyznaczono go na stanowisko dowódcy Szkoły Sztabu Generalnego. Równocześnie przewodniczył Centralnej Komisji Wyszkolenia WP (od 21 sierpnia) oraz kierował dywizyjnym Centrum Wyszkolenia w Lidzie (od 17 listopada). 10 lutego 1920 został zwolniony z funkcji komendanta SSG, a 10 marca otrzymał nominację na stanowisko szefa Departamentu I Broni Głównych i Wojsk Taborowych Ministerstwa Spraw Wojskowych i członka Rady Wojskowej. Funkcję szefa departamentu sprawował do listopada 1920. Z dniem 1 marca 1921 na własną prośbę został przeniesiony do rezerwy armii, a z dniem 31 marca tego roku w stan spoczynku z prawem noszenia munduru. 26 października 1923 Prezydent RP Stanisław Wojciechowski zatwierdził go w stopniu generała dywizji. Zmarł 16 stycznia 1931 w Warszawie. Został pochowany na Cmentarzu Wojskowym na Powązkach (kwatera A15-5-3).
Stanisław Puchalski był żonaty z Luiginą Hächsman von Hochsam, z którą miał córkę Edytę (ur. 1904).

## Ordery i odznaczenia
- Medal Pamiątkowy za Wojnę 1918–1921[3]
- Medal Dziesięciolecia Odzyskanej Niepodległości[3]
- Krzyż Zasługi Wojskowej 2 klasy z mieczami i dekoracją wojenną[2]
- Order Korony Żelaznej 2 Klasy (1915, Austria)[14][2]
- Kawaler Orderu Leopolda[2]
- Krzyż Zasługi Wojskowej 3 klasy z mieczami i dekoracją wojenną[2]
- Krzyż Zasługi Wojskowej 3 klasy[2]
- Krzyż Jubileuszowy Wojskowy[2]
- Krzyż Pamiątkowy Mobilizacji 1912–1913[2]
- Krzyż Żelazny I i II klasy (Prusy)